# پرچم نپال
پرچم نپال برای اولین بار در ۱۶ دسامبر ۱۹۶۲ به رسمیت شناخته شد. به‌عنوان پرچم ملی شناخته می‌شود و همچنین دارای تناسب ۵:۴ می‌باشد. شکل اصلی این پرچم به صورت دو مثلث روی هم قرار دارد که تنها کشور با پرچمی غیرمستطیل است.

## تاریخچه

پرچم نپال (۱۸۵۶–c. ۱۹۳۰)

پرچم نپال (حدود ۱۹۳۰–۱۹۶۲)

از نظر تاریخی، پرچم‌های مثلثی شکل در جنوب آسیا بسیار رایج بوده‌اند، زیرا اندازه آن کوچکتر بود و پرچم حتی با کمترین باد برافراشته می‌شد، بنابراین در فواصل طولانی قابل مشاهده بود. آثار پرچم‌های مثلثی را می‌توان در هندوئیسم یافت. تاریخچه این پرچم به خصوص مبهم است و هیچ گزارش خاصی از سازنده و طراح آن وجود ندارد. نپال در طول تاریخ خود از پرچم‌های چهار وجهی و غیرچهارضلعی گوناگون دیگری هم استفاده کرده است.
زمانی تقریباً پرچم تمام ایالت‌های جنوب آسیا مثلث‌شکل بود. یک کتاب فرانسوی به سال ۱۹۲۸ میلادی، برای پرچم نپال یک تصویر دارای دو نشان مشابه اکنون با حاشیه‌ای سبز، به جای آبی امروزی، را نشان می‌دهد. شکل‌های دیگری از پرچم‌های نپال وجود دارند که بیشتر در معابد هندو و بودایی در اطراف نپال استفاده می‌شدند. بسیاری از گزارش‌ها تاریخ ایجاد پرچم دو-لچکی را به پریتوی نارایان شاه نسبت می‌دهند. پرچم پادشاهی باستانی گورخا به عنوان یک پرچم جنگی مثلثی تک‌لچکی از شاهان دودمان شاه با رنگ قرمز و نشان‌های مقدس بوده است. پس از اینکه پریتوی نارایان شاه تمام شاهزادگان کوچک نپال را متحد کرد، پرچم دو لچکی به پرچم استاندارد تبدیل شد. به گفته برخی از مورخان، حاکم رانا، جونگ بهادر، نمادهای خورشید و ماه را از حالت خورشید و ماهی که نماد پادشاهان راجپوت‌های سلسله قمری بود به شکل امروزی‌تر که نشان راجپوت‌های سلسله خورشیدی است، تغییر داد. نپال به سادگی سنت باستانی خود را حفظ کرده است، در حالی تمامی دیگر سرزمین‌ها نسخه ای مستطیلی یا مربعی را به شکل سنت اروپایی پذیرفته‌اند.

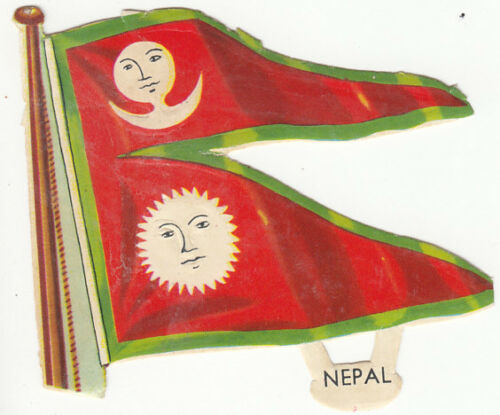
پرچم نپال (۱۹۲۷–۱۹۳۰)

پرچم کنونی نپال بر اساس قانون اساسی نپال مصوب ۱۶ دسامبر ۱۹۶۲ به تصویب رسید به نظر می‌رسد پرچم مدرن ترکیبی از پرچم باستانی پادشاهی موستانگ و پرچمی است که توسط پادشاهی سابق گورخا استفاده می‌شد. ترکیب رنگ‌ها از پادشاهی موستانگ گرفته شده است. قبل از سال ۱۹۶۲، هر دو نماد روی پرچم، یعنی خورشید و ماه، چهره انسانی داشتند. قانون اساسی یک بخش کامل را به اندازه و شکل دقیق پرچم اختصاص داده است، زیرا مردم آن را به اشتباه ترسیم می‌کردند. این مشکل، با وجود اینکه قوانین اساسی متعددی در آن دوره در کشور وضع شده است، حتی امروزه نیز ادامه دارد.
در ماه مه ۲۰۰۸ در هنگام تدوین قانون اساسی جدید، احزاب سیاسی مختلف خواستار تغییر در طرح پرچم شدند؛ زیرا برخلاف اصول سکولاریسم و دموکراسی، نماد هندوئیسم و سلطنت در آن مشخص بود، اما این پیشنهاد رد شد.

## نگارخانه

اولین پرچم نپال
پرچم پادشاهی موستانگ